# David Paterson

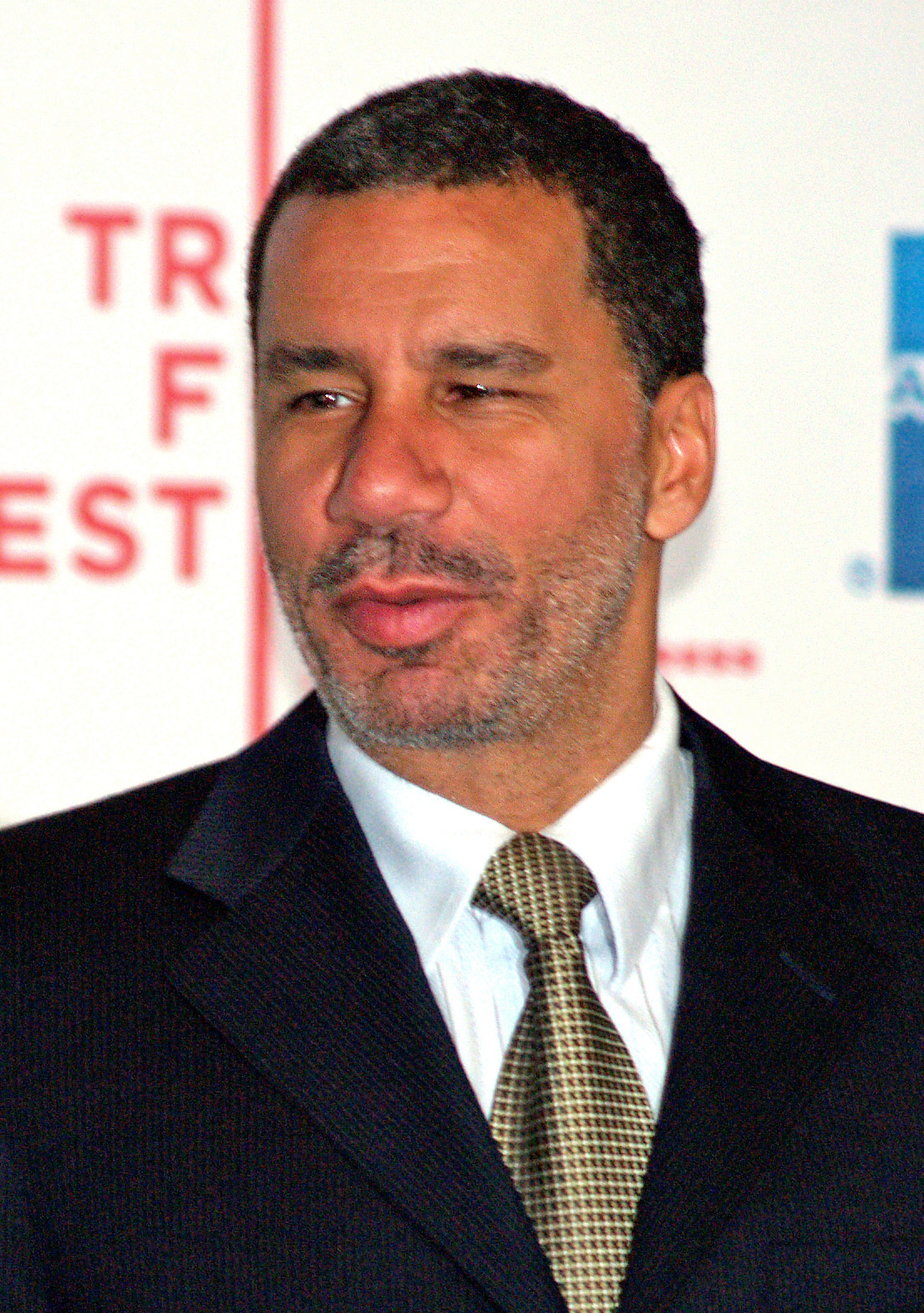
David Paterson (2008)

David Alexander Paterson (* 20. Mai 1954 in Brooklyn, New York City) ist ein US-amerikanischer Politiker der Demokratischen Partei. Er war zwischen dem 17. März 2008 und dem 31. Dezember 2010 Gouverneur des Bundesstaates New York. Seit Mai 2014 ist Paterson Vorsitzender der New Yorker Demokraten.

## Familie
David Paterson wurde in Brooklyn als Sohn von Portia und Basil Paterson geboren. Sein Vater war ein Senator im Staatsparlament von New York, Secretary of State in der Staatsregierung und einer der stellvertretenden Bürgermeister von New York City. Sein jüngerer Bruder arbeitet am staatlichen Gericht von New York. Paterson hat auch karibische Wurzeln; seine Großmutter väterlicherseits war Jamaikanerin.
Am 21. November 1992 heiratete er Michelle Paige Paterson, sie hat eine Tochter aus einer früheren Ehe. Zusammen haben sie einen Sohn. Die Familie lebte in Harlem. Im September 2012 wurde die Scheidung des Ehepaares bekannt gegeben.

## Politischer Werdegang
Paterson wurde im Jahr 1984 in den Senat von New York gewählt. Dieses Mandat trat er im Januar 1985 an und übte es über einen Zeitraum von 22 Jahren bis Januar 2007 aus. Ab 2003 saß er in der Parlamentskammer außerdem der demokratischen Senatsfraktion vor. Im November 2006 wurde Paterson an der Seite von Eliot Spitzer zum Vizegouverneur gewählt. Am 1. Januar 2007 legte er den Amtseid ab.

### Gouverneur von New York

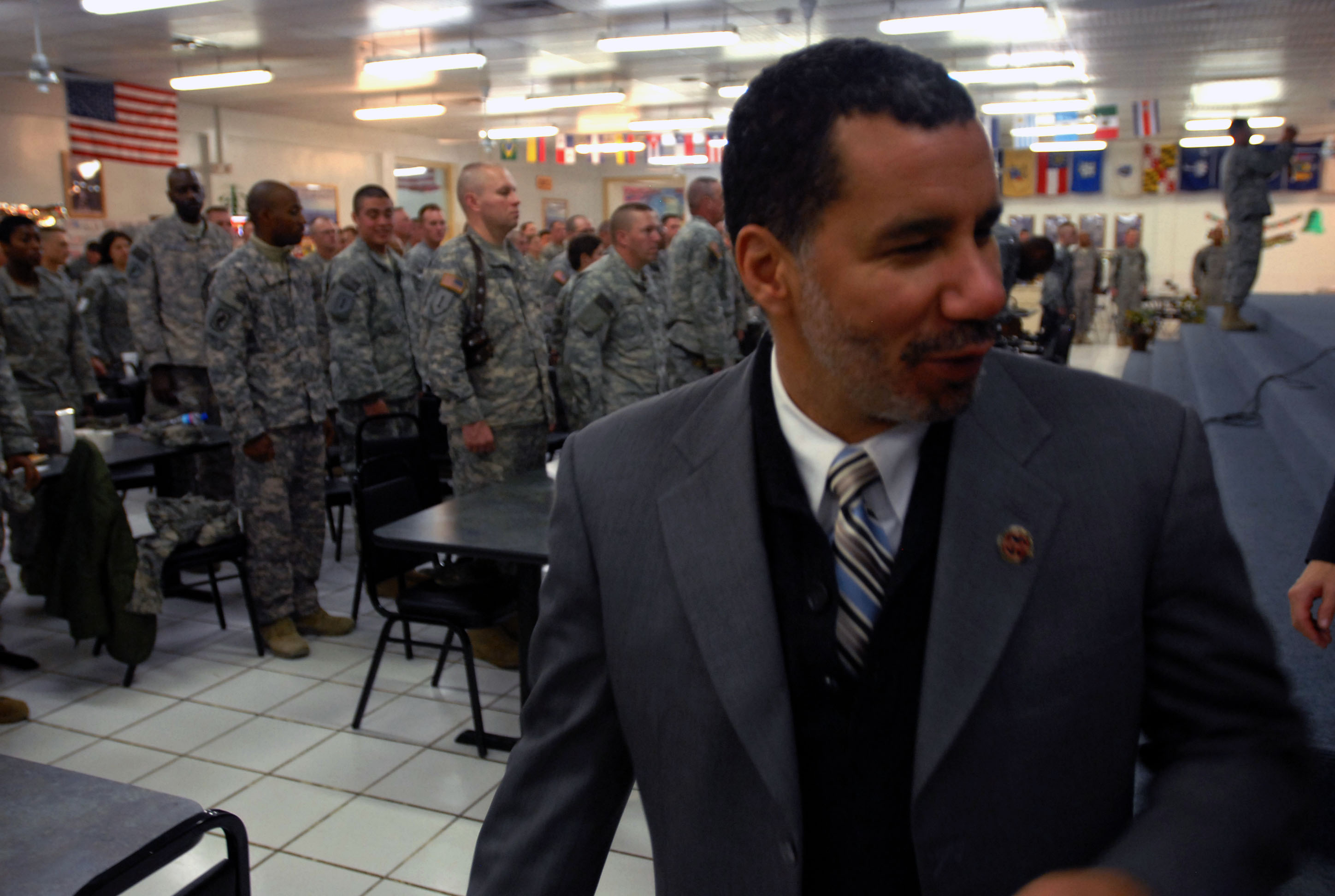
Gouverneur Paterson bei einem Besuch von US-Soldaten in Afghanistan im Dezember 2008

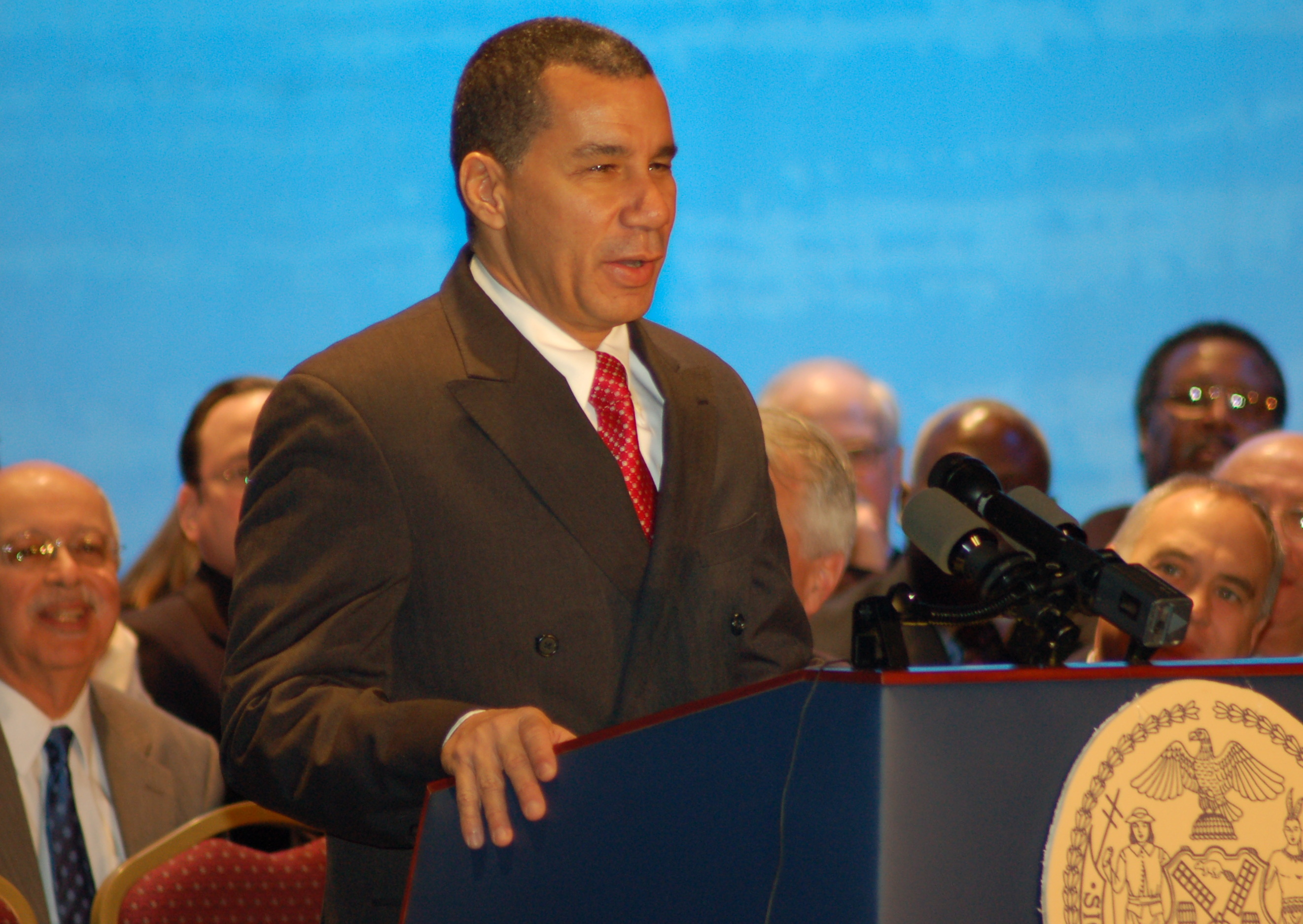
David Paterson bei einer Rede im Januar 2010

Nachdem Gouverneur Spitzer am 12. März 2008 seinen Rücktritt angekündigt hatte, rückte Paterson gemäß der Verfassung des Staates New York für die verbleibende Dauer der Amtsperiode zum Gouverneur auf. Den Amtseid legte er am 17. März 2008 in der Staatshauptstadt Albany ab. Damit war er seit 1973 der erste Vizegouverneur, der den Gouverneursposten in der Nachfolge übernahm sowie der erste Afroamerikaner in diesem Amt und der vierte in der Geschichte der Vereinigten Staaten überhaupt. Ebenso wurde Paterson nach Bob Riley der zweite Gouverneur in der Geschichte der USA mit einer anerkannten Sehbehinderung.
Zu einer breiten Diskussion kam es, als Gouverneur Paterson 2009 Richard Ravitch zum Vizegouverneur von New York ernannte. Dies war in Öffentlichkeit und Medien Gegenstand von kontroversen Diskussionen, da eine direkte Ernennung eines neuen Vizegouverneurs nicht in der Staatsverfassung vorgesehen ist. Zuvor blieben Vizegouverneursposten, die durch Ausscheiden oder Aufrücken zum Gouverneur vakant geworden waren, bis zur nächsten Wahl unbesetzt. Der Attorney General des Staates, Andrew Cuomo, äußerte Bedenken in Bezug auf Patersons Entscheidung und zweifelte die Verfassungsmäßigkeit der Ernennung an. Der Staatssenat war mehrere Wochen in zwei gleich große Lager gespalten, bis er schließlich mit einer Abstimmung von 32:30 Gouverneur Paterson zustimmte. Paterson argumentierte, der Gouverneur habe nach den Gesetzen des Staates New York das Recht, hohe Regierungsmitglieder zu ernennen. Patersons Entscheidung wurde später durch den Verfassungsgerichtshof des Staates New York als legitim bezeichnet. Ravitch wurde zuvor als Vizegouverneur vereidigt und übte das Amt bis zum Ende der Amtsperiode am 31. Dezember 2010 aus.
Es gelang Paterson, binnen vier Wochen nach seiner Amtseinführung einen ausgeglichenen Haushalt für den Bundesstaat vorzulegen, der am 10. April 2008 von beiden Kammern der Legislative verabschiedet wurde.
Im Mai 2008 erließ Paterson eine Verfügung an die Behörden des Staates, dass Heiratsurkunden homosexueller Paare, die in anderen Jurisdiktionen – auch ausländischen – ausgestellt wurden, in New York anzuerkennen sind. Formell ging es hierbei zwar nur um die Umsetzung eines Gerichtsurteils zu einer Frage aus dem Arbeitsrecht, faktisch jedoch bedeutete diese Maßnahme die Anerkennung auswärtiger Homo-Ehen im Staate New York, der selber jedoch keine entsprechende Möglichkeit homosexueller Eheschließungen gewährte. Dies stellte unter sämtlichen Bundesstaaten eine Einzigartigkeit dar. Im September 2008 scheiterte eine Klage vor dem State Supreme Court gegen Patersons Verfügung.
Paterson gilt als Gegner der Todesstrafe. Zwar ist diese im Staate New York seit einem Gerichtsurteil aus dem Jahre 2004 nicht mehr zulässig, jedoch gab es seither immer wieder Bemühungen, sie für besondere Tötungsdelikte, zuletzt etwa Polizistenmord, wieder einzuführen. Diese Versuche stießen jedoch bei Gouverneur Paterson auf Widerstand, der damit im Gegensatz zu seinem Amtsvorgänger steht.
Am 23. Januar 2009 ernannte Paterson die demokratische Kongressabgeordnete Kirsten Gillibrand zur Nachfolgerin von Hillary Clinton im Senat der Vereinigten Staaten. Da diese seit ihrer Bestätigung durch den Senat zwei Tage zuvor im Kabinett von Präsident Barack Obama als Außenministerin fungierte, lag die Entscheidung über einen vorläufigen Nachfolger für ihren Senatssitz bei Paterson als Gouverneur des Bundesstaates New York, den Clinton vertreten hatte. Es war das erste Mal seit 1968, als Nelson Rockefeller den Abgeordneten des Repräsentantenhauses Charles Goodell zum vorläufigen Nachfolger des zuvor ermordeten Robert F. Kennedy ernannte, dass ein Gouverneur von New York den Nachfolger für einen Bundessenator bestimmte.
Angesichts stetig sinkender Umfragewerte gab Paterson im Februar 2010 seinen Verzicht auf die Kandidatur bei den Gouverneurswahlen im November desselben Jahres bekannt. Auch US-Präsident Obama hatte Paterson wenig zuvor indirekt nahegelegt, auf eine Kandidatur zu verzichten, um einen demokratischen Wahlsieg wahrscheinlicher zu machen, indem ein populärerer Kandidat antrete. Wenige Wochen vor seinem Rückzug aus dem Wahlkampf hatte Paterson dies noch zurückgewiesen. Demokratischer Bewerber wurde Attorney General Andrew Cuomo, der die Wahl gegen den Republikaner Carl Paladino deutlich gewann und Paterson am 1. Januar 2011 als Gouverneur ablöste.

## Nach dem Gouverneursamt
Seit September 2011 trat Paterson regelmäßig mit einer eigenen Rundfunksendung bei einem New Yorker Radiosender auf. Der Sender erklärte jedoch im Dezember 2012 überraschend die Einstellung des Programms.
2013 wurde er zum Professor für Gesundheitswesen und Public Policy, am Touro College in Harlem ernannt und beriet das Touro College of Osteopathic Medicine zu öffentlich-rechtlichen Fragen.
Seit Februar 2014 ist Paterson in führender Position im Job Channel Network, einer Arbeitsvermittlung, die er selbst mitgründete, tätig. Im Mai 2014 kehrte Paterson als Vorsitzender (Chairman) des New Yorker Verbands der Demokraten in die Politik zurück.

## Mitgliedschaften
David Paterson ist ein Mitglied im Bund der Freimaurer, seine Loge (Boyer Lodge #1) ist unter der Prince Hall Großloge konstituiert.